# Моргани (родина)
Родина Морганів — американська сімейна та банківська династія, яка стала видатною в США та в усьому світі наприкінці 19 — на початку 20 століття. Члени родини накопичили величезні статки протягом багатьох поколінь, насамперед завдяки видатним зусиллям Джона Пірпонта Моргана (1837—1913).
Свого часу Моргани панували в банківській галузі. Джон Пірпонт Морган був фактичним лідером цієї династії, бувши найвидатнішим бізнесменом Америки на рубежі століть. Він здійснив революцію в багатьох галузях промисловості, включаючи електроенергетику, залізницю та лиття сталі. Завдяки своїм методам ведення бізнесу він досяг успіху в утвердженні як один з найвпливовіших бізнесменів Америки. Історики описують родину Морганів вкупі з мережею їхніх партнерів як частину великої американської банківської імперії, відомої як дім Морганів. Важко встановити точну дату початку і кінця династії. Однак багато вчених вважають смерть Дж. П. Моргана кінцем банківської династії. Американський журналіст та історик Рон Чернов писав про видатність цієї династії під керівництвом Юніуса Спенсера Моргана та Дж. П. Моргана. У книзі «Дім Морганів: американська банківська династія та постання сучасних фінансів» він розповідає про життя Морганів, життя яких «оперезане легендами… сповнене таємниці, [і] піддане такій гіркій полеміці».

## Історія

Герб Майлза Моргана

Сім'я Морганів отримала певну славу в Уельсі в 17 столітті. Народившись у Лландаффі, графство Гламорган, у 1616 році, Майлз Морган був сином юриста та політика Вільяма Моргана, пізніше обраного членом парламенту в 1628 році. У віці 20 років Майлз разом зі своїми братами Джоном і Джеймсом відплив до Америки, шукаючи нових можливостей у Новому Світі. Прибувши у квітні 1636 року, він висадився в колонії Массачусетської затоки. Оселившись у Роксбері, а пізніше в Спрінгфілді, штат Массачусетс, Майлз познайомився з Пруденс Гілберт, своєю майбутньою дружиною.  Майлз був солдатом під час розграбування Спрінгфілда . Пізніше він працював на фермі та жив комфортним життям. Майлз продовжував жити в місті до вісімдесяти третього року життя. 
Один із його синів, Натаніель, продовжив традицію родини Морган, ставши впливовим членом свого маленького містечка. У Натаніеля було багато професій, включно з оглядачем огорож, сторожем, польовим водієм, констеблем, геодезистом і оцінювачем.  19 січня 1691 року він одружився з Ганною Берд, донькою Джеймса Берда з Фармінгтона, Коннектикут.
Син Натаніеля, Джозеф Морган, був п'ятим із семи дітей. Джозеф, народившись 3 грудня 1702 року, почав вчитися ткати в юному віці. У віці 21 року він став солдатом у роті капітана Джозіа Келлога з Саффілда. Після смерті батька він успадкував частину Чікопі Філд. У 1735 році він одружився з Мері Стеббінс і створив сім’ю на фермі площею двісті акрів. Після смерті він віддав більшу частину свого майна синам Джозефу молодшому та Тітусу.
26 квітня 1776 року Джозеф-молодший був обраний лейтенантом, а пізніше капітаном 8-ї роти 3-го полку ополчення округу Гемпшир, штат Массачусетс. Після його смерті один із його синів, Джозеф III, отримав 112 десятин землі.
Джозеф III був першим, хто увійшов у фінансову індустрію, завдяки якій його сім'я відома сьогодні. Він залишив сімейний фермерський бізнес. У 1812 році він приєднався до Вашингтонської спільноти доброчинності як приватний банкір.  Він перевіз родину до Гартфорда, який був одним із головних торгових центрів у долині річки Коннектикут.  У листопаді 1816 року він придбав кав'ярню Hartford Exchange Coffee House, де працював корчмарем. Це підприємство було центром усіх ділових справ і громадської діяльності в цьому районі; ідея знайомства з новими клієнтами та співпраці з іншими бізнесменами в таких кав’ярнях і трактирах сприяла зростанню цієї галузі в Америці.  У липні 1825 року Джозеф придбав Гартфордський банк. Він придбав і реорганізував Hartford Fire Insurance Company в Aetna Fire Insurance Company. (Багато з цих ділових угод укладалися в його корчмі, яка була точкою зустрічі для бізнесменів.) Після того, як пожежа завдала шкоди кільком будівлям у Нью-Йорку, які мали страхові плани від Aetna, Джозеф Морган III швидко здійснив виплати постраждалим компаніям. Несподівано постав новий бізнес, оскільки цю страхову компанію вважали дуже надійною та вартою довіри. Партнери фірми та її акціонери у наступні роки заробили великі гроші.  Перейшовши з фермерського бізнесу до бізнесу кав'ярень, Джозеф III вирішив, що настав час зайнятися фінансами. Він придбав City Hotel на Мейн-стріт, який відремонтував і прибрав; бізнес у готелі розцвів як ніколи до того.  Він одружився з Сарою Морган (уродженою Спенсер), яка була директором Гартфордського притулку для сиріт. Він виконував обов'язки директора фірми до самої смерті.
Джуніус Спенсер (Дж.С.) Морган, син Джозефа III, грав помітну роль у банківській галузі. З дитинства він, як і його батько, виявляв бажання зайнятися бізнесом. У 1829 році, у віці 15 років, він працював підмайстром у купця Альфреда Веллса в Бостоні. Після цього він працював у декількох компаніях, зокрема:
- Morgan, Ketchum, and Company of New York (1834–1836)
- Howe, Mather, and Company; пізніше відома як Mather, Morgan, and Company (1836–1851)
- JM Beebe, Morgan, and Company (1851–1854), найбільший торговельний банк Бостона на той час [9]
- George Peabody and Company (1854–1864)

У 1864 році Джуніус Морган змінив назву George Peabody and Company на JS Morgan and Company. Під його керівництвом вона стала однією з найвидатніших банківських фірм як в Америці, так і в Європі. У віці 64 років Дж. С. Морган пішов на відпочинок.
Мабуть, найвидатнішим членом родини є Дж. П. Морган (1837–1913), син Дж. С. Моргана. У ранньому дитинстві він познайомився з бізнес-угодами свого батька. Працював бухгалтером, поки в 1871 році не став партнером у Drexel, Morgan &amp; Co.  До 1885 року почав викуповувати залізниці та реорганізовувати їх. Завдяки його бізнес-стратегіям був винайдений термін «Морганізація», щоб описати його метод створення монополій шляхом купівлі компаній, усунення конкуренції та скорочення витрат.   На рубежі століть він став неймовірно успішним у своїх бізнес-починках, контролюючи більшість основних галузей промисловості Америки. Під час паніки 1907 року Дж. Пірпонт Морган простягнув руку допомоги урядові США.
Ключова характеристика банківського стилю Моргана, увічненого Дж. П. Морганом, полягає в тому, що банки «увічнюють давню європейську традицію гуртового банківського обслуговування, обслуговуючи уряди, великі корпорації та багатих людей».  Дж. Пірпонт Морган також був членом численних соціальних клубів, включаючи Юніон Лігу, Нью-Йоркський яхт-клуб і Нікербокер-клуб.  У 1891 році він також заснував власний клуб Metropolitan Club. Серед відомих учасників були Корнеліус Вандербільт, Даріус Огден Міллс та інші. На момент заснування клуб налічував 1200 постійних членів та 500 членів-кореспондентів.  Ці соціальні клуби були важливими для встановлення стосунків між могутніми лідерами американського суспільства. Створені за зразком британських соціальних клубів , ці організації вміщали людей, які мали величезний вплив на повсякденне життя, таких як банкіри, політики, юристи та залізничні магнати.
Спадщину Дж. П. Моргана продовжив його однойменний син, хоч він ніколи не став таким видатним, як його батько. Джон Пірпонт Морган-молодший народився в 1867 році,  навчався в Гарвардському університеті, клас 1889 року. Також відомий як «Джек». Він увійшов у банківську сферу, як і його батько, ставши партнером Drexel, Morgan and Company, Bankers and Brokers of New York City у 1892 році. Він допоміг у створенні компанії JP Morgan and Company, яка була заснована в 1894 році. Проте його життя ознаменувало занепад і падіння династії Морганів. З прийняттям Закону Гласса-Стіголла в 1933 році , який обмежував злиття інвестиційних і комерційних банків, настав кінець періоду баронів-розбійників і панування банків.  Так JP Morgan and Company став комерційним банком, а Morgan Stanley — інвестиційним. Через нове законодавство та зростання громадського невдоволення великим бізнесом можливості для Джека були нечастими, порівняно з його попередниками. Крім того, Джек страждав від багатьох захворювань, таких як неврит, аж до того, що йому довелося піти з багатьох посад.  Врешті-решт, кажуть, що банкіри баронської епохи до 1913 року були «панами творіння», оскільки вони перетворили американську економіку на індустріальний центр виробництва та впливу. Такий безпрецедентний розвиток почали приписувати результатам Морганівського банківського стилю.Сім'я Морганів є членами єпископальної церкви. 

## Багатство
За однією оцінкою, Дж. П. Морган (1837–1913) вважається 24-м найбагатшим американцем в історії , з  поправкою на інфляцію. Вважається, що його статки зросли приблизно до 38 мільярдів доларів США (2007 рік).
За словами істориків Майкла М. Клеппера та Роберта Е. Гюнтера, Морган мав один із найвищих показників ВНП в історії Америки. У їхній книзі «100 багатих: від Бенджаміна Франкліна до Білла Гейтса»  співвідношення багатства Моргана до ВНП зазначено як 328.  На той момент його статки становили близько 119 мільярдів доларів.
 

## Діяльність

### Компанії
- Aetna
- Alabama Great Southern Railroad
- Bankers Trust
- Buffalo, Bradford and Pittsburgh Railroad
- Carolina & Northwestern Railway
- Central New England Railway
- Chesapeake & Ohio Railway
- Chicago and Atlantic Railway
- Easton & Amboy Railroad
- Erie Railroad
- General Electric
- Georgia Southern and Florida Railway
- Hocking Valley Railway
- International Harvester
- International Mercantile Marine Company
- J.P. Morgan & Co.
- Lehigh Valley Railroad
- Morgan, Grenfell & Co.
- Morgan, Harjes & Co.
- Morgan Stanley
- New Jersey and New York Railroad
- New York, New Haven and Hartford Railroad
- New York, Ontario and Western Railway
- New York, Providence and Boston Railroad
- New York, Susquehanna & Western Railway
- Northern Pacific Railway
- Nypano Railroad
- Pullman Company
- Rutland Railroad
- Southern Central Railroad
- Southern Railway
- United Dry Goods
- U.S. Steel

### Некомерційні організації та благодійність
- Американська академія в Римі
- Американський комітет допомоги спустошеній Франції
- Американський музей природознавства
- Церковний клуб Нью-Йорку
- Клуб Колоні
- Гротонська школа
- Післяпологова лікарня
- Клуб Метрополітен
- Музей мистецтва Метрополітен — Крило Дж. Пірпонта Моргана
- Бібліотека та музей Моргана
- Спілка завбачливих позик
- Спілка запобігання безглуздим дарункам

## Дивіться також
- Джон Пірпонт Морган
- Сім'я Рокфеллерів

## Добірна бібліографія
- Дім Морганів: американська банківська династія та піднесення сучасних фінансів, автор Рон Чернов